# Detection Club

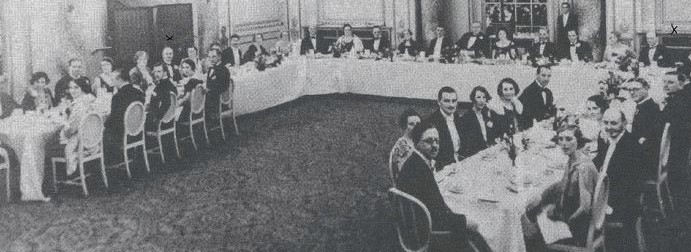
Treffen des Detection Clubs (1930er Jahre)

Der Detection Club ist eine Gruppe von Mystery-, Science-Fiction- und Kriminalautoren.

## Detection Club
Der Club wurde 1928 in London gegründet. Zu den 26 Gründungsmitgliedern gehörten Anthony Berkeley, Agatha Christie, Dorothy L. Sayers, Henry Wade und Freeman Wills Crofts. Der Eid (solemn oath) des Clubs waren die „Zehn Regeln für einen fairen Kriminalroman“.
Die Mitglieder des Clubs treffen sich regelmäßig zu „Dinner Meetings“, auf denen sie sich über ihre Ansprüche beim Schreiben von Kriminalliteratur austauschen. Die Aufnahme erfolgt nur durch Auswahl durch den Club, Aufnahmebedingungen sind die persönliche Empfehlung durch zwei Mitglieder und die Akzeptanz durch die anderen Mitglieder. Deshalb hatte der Club in seiner Geschichte immer relativ wenig Mitglieder.
Einige Bücher wurden von mehreren Mitgliedern des Clubs gemeinsam verfasst, diese sind unter der Bezeichnung „Detection Club Collection“ bekannt.
Im Jahr 1936 wurde als erster US-Amerikaner John Dickson Carr in den Club aufgenommen.

## Die zehn Regeln
Die Zehn Regeln für einen fairen Kriminalroman (Father Knox’s Decalogue) wurden 1929 von Ronald Knox formuliert.
Knox tauschte sich mit den anderen Clubmitgliedern regelmäßig über die Ansprüche beim Schreiben von Kriminalliteratur aus. Als A. A. Milne in einem Vorwort zu seinem Buch Das Geheimnis des roten Hauses das Schreiben von Kriminalliteratur durch zeitgenössische Autoren kritisierte, formulierte Knox als Reaktion seine „Zehn Regeln für einen fairen Kriminalroman“, die im Vorwort zu dem von ihm herausgegebenen Buch Best Detective Stories of 1928–1929 erschienen. Diese Regeln wurden allerdings nicht von allen Mitgliedern des Detection Clubs genau befolgt, so verstießen beispielsweise selbst Agatha Christie und G. K. Chesterton in ihren Romanen dagegen. Teilweise wurden sie sogar für einen Scherz gehalten.

### Wortlaut
Die zehn Regeln lauten:
1. Der Verbrecher muss bereits zu Beginn der Geschichte Erwähnung finden, aber es darf niemand sein, dessen Gedanken der Leser folgen kann.
2. Übernatürliche Kräfte oder Mächte sind selbstverständlich untersagt.
3. Es darf nur eine Geheimkammer respektive nicht mehr als ein Geheimgang verwendet werden, und dies auch nur dann, wenn sich die geschilderte Umgebung dazu eignet.
4. Weder sind bis jetzt unbekannte Gifte gestattet noch irgendeine Art der Verabreichung, die am Ende eine lange wissenschaftliche Erklärung erfordert.
5. Chinesen haben in der Geschichte nichts zu suchen.[5]
6. Weder darf der Zufall dem Detektiv zu Hilfe eilen, noch darf er unerklärliche Eingebungen haben, die sich als richtig herausstellen.
7. Der Detektiv darf das Verbrechen nicht selbst begehen.
8. Alle Spuren, auf die der Detektiv stößt, müssen dem Leser unverzüglich vor Augen geführt werden.
9. Der beschränkte Freund des Detektivs, sein Watson, darf keinen seiner Gedankengänge verschweigen; sein Intelligenzquotient muss leicht, aber nur ganz leicht, unter dem des durchschnittlichen Lesers liegen.
10. Zwillinge und Doppelgänger dürfen erst auftreten, nachdem wir gebührend auf sie vorbereitet worden sind.

## Präsidenten
- 1930–1936: G. K. Chesterton
- 1936–1949: E. C. Bentley
- 1949–1957: Dorothy L. Sayers
- 1957–1976: Agatha Christie (1958–1963 zusammen mit Ronald Gorell Barnes)
- 1976–1985: Julian Symons
- 1985–2000: H. R. F. Keating
- 2000–2015: Simon Brett
- seit 2015: Martin Edwards[6]